# Cattleya purpurata
Cattleya purpurata är en orkidéart som först beskrevs av John Lindley och Joseph Paxton, och fick sitt nu gällande namn av Van den Berg. Cattleya purpurata ingår i släktet Cattleya och familjen orkidéer. Inga underarter finns listade i Catalogue of Life.

## Bildgalleri

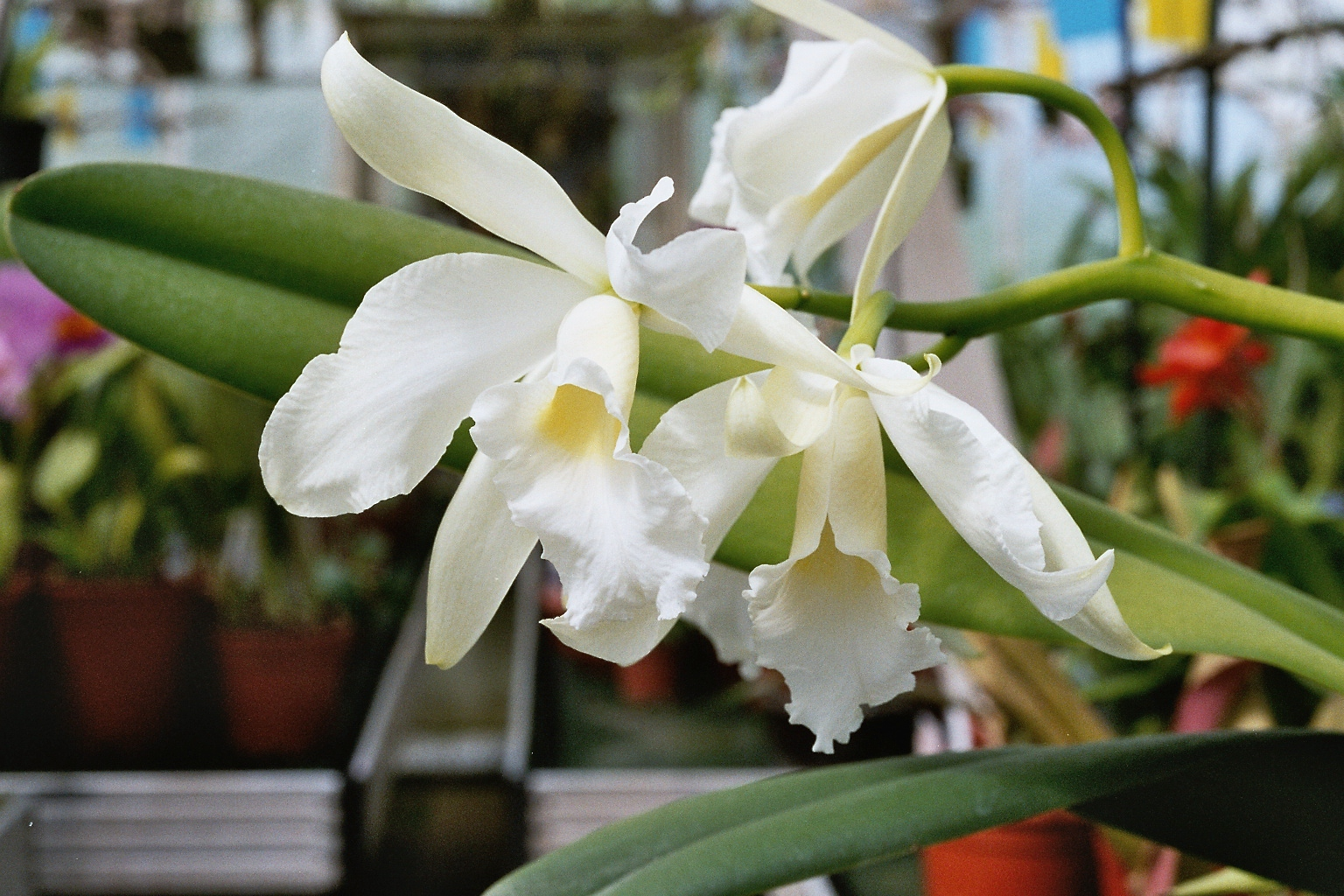
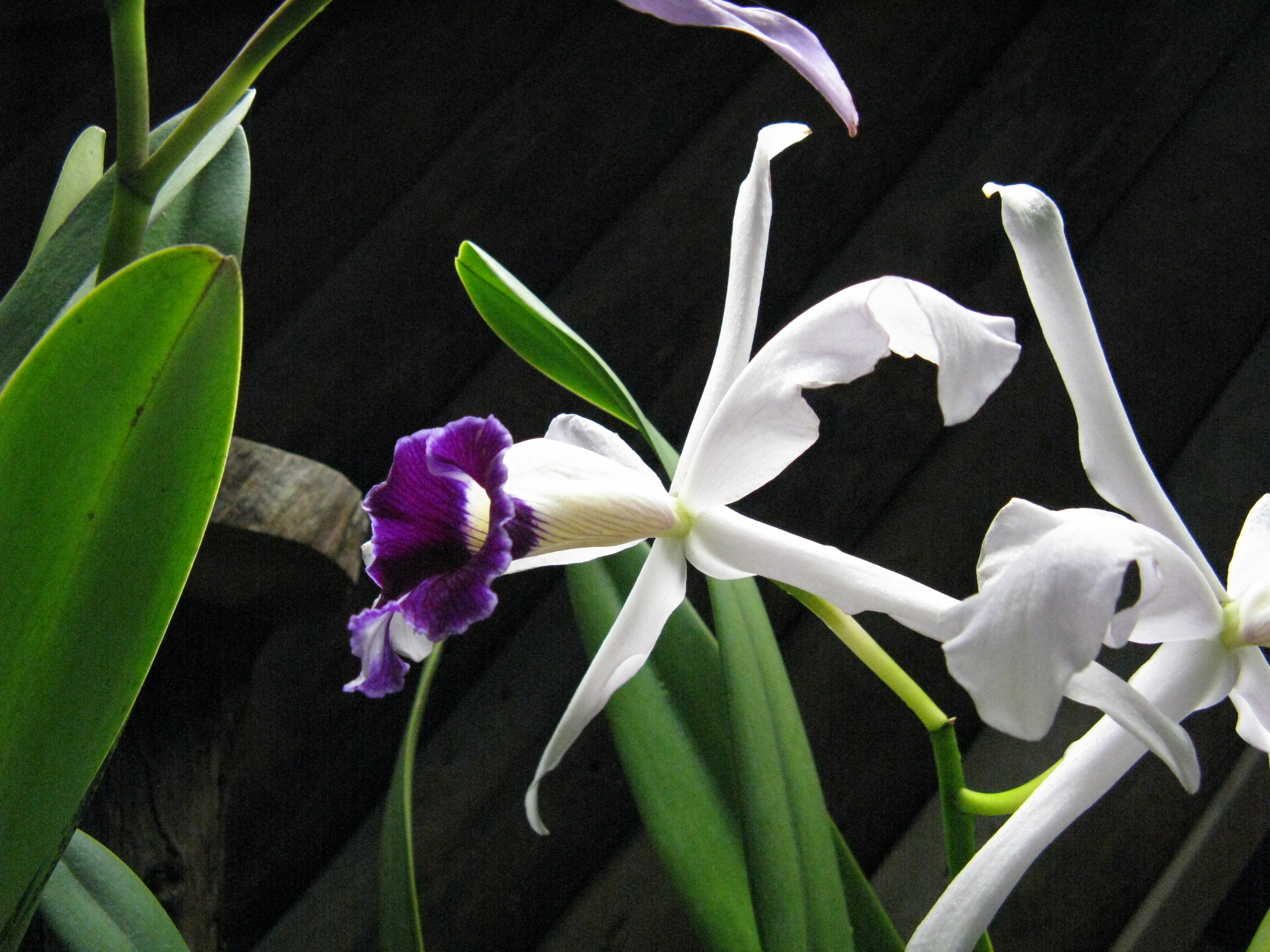
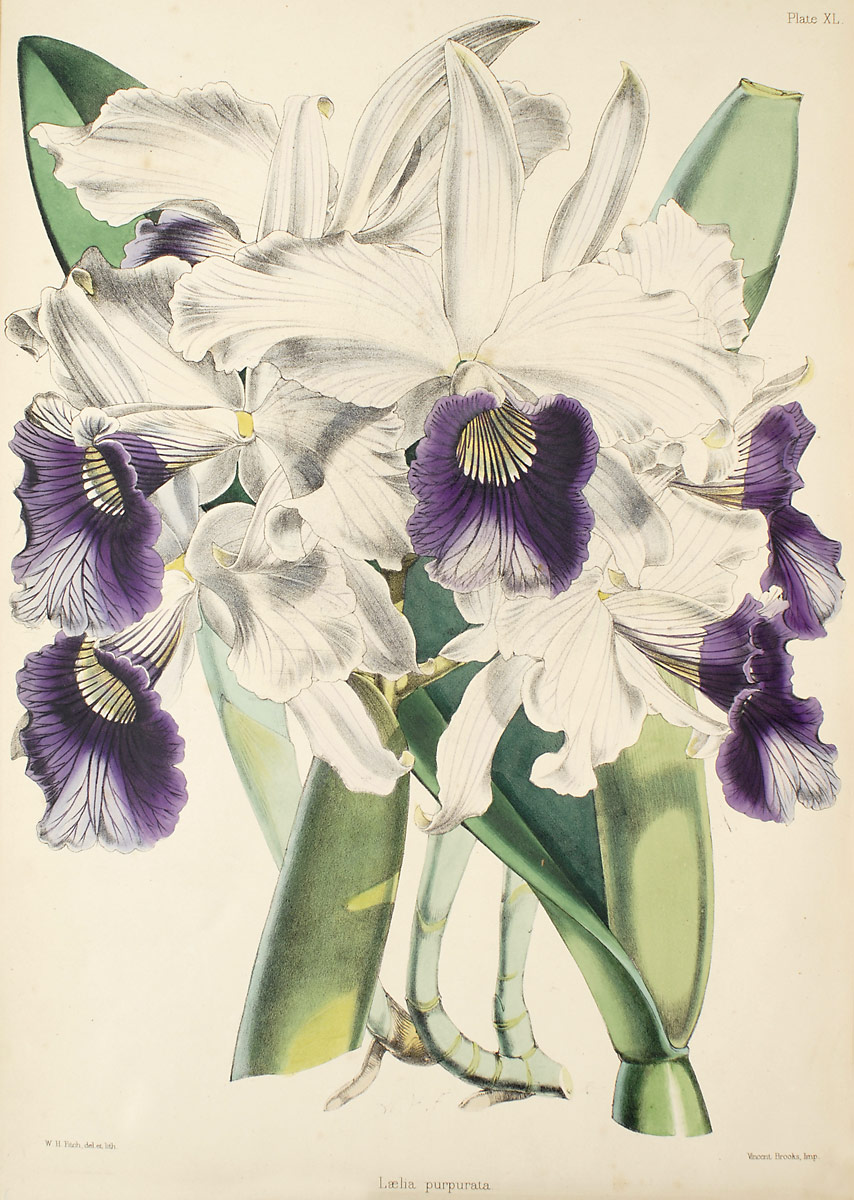
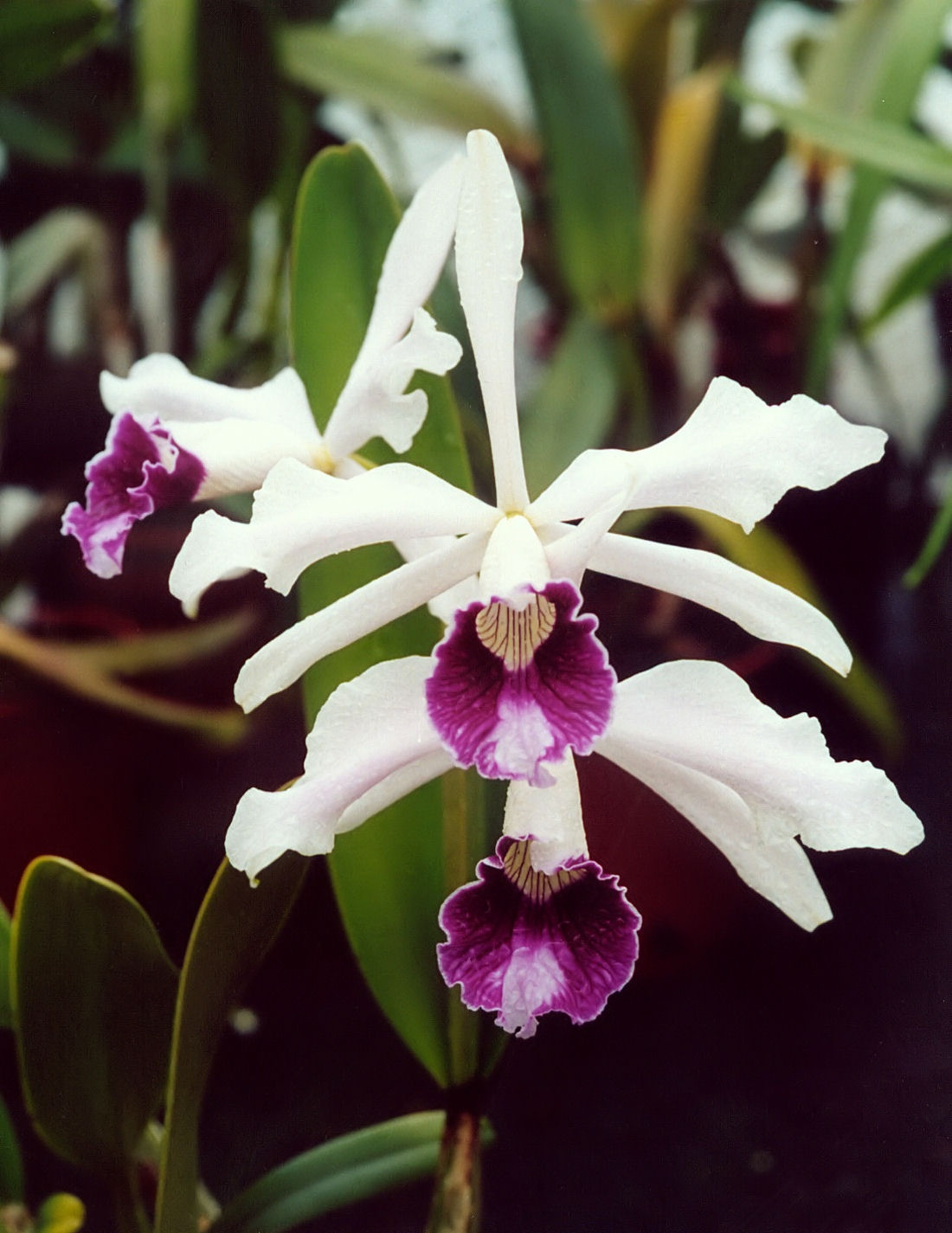
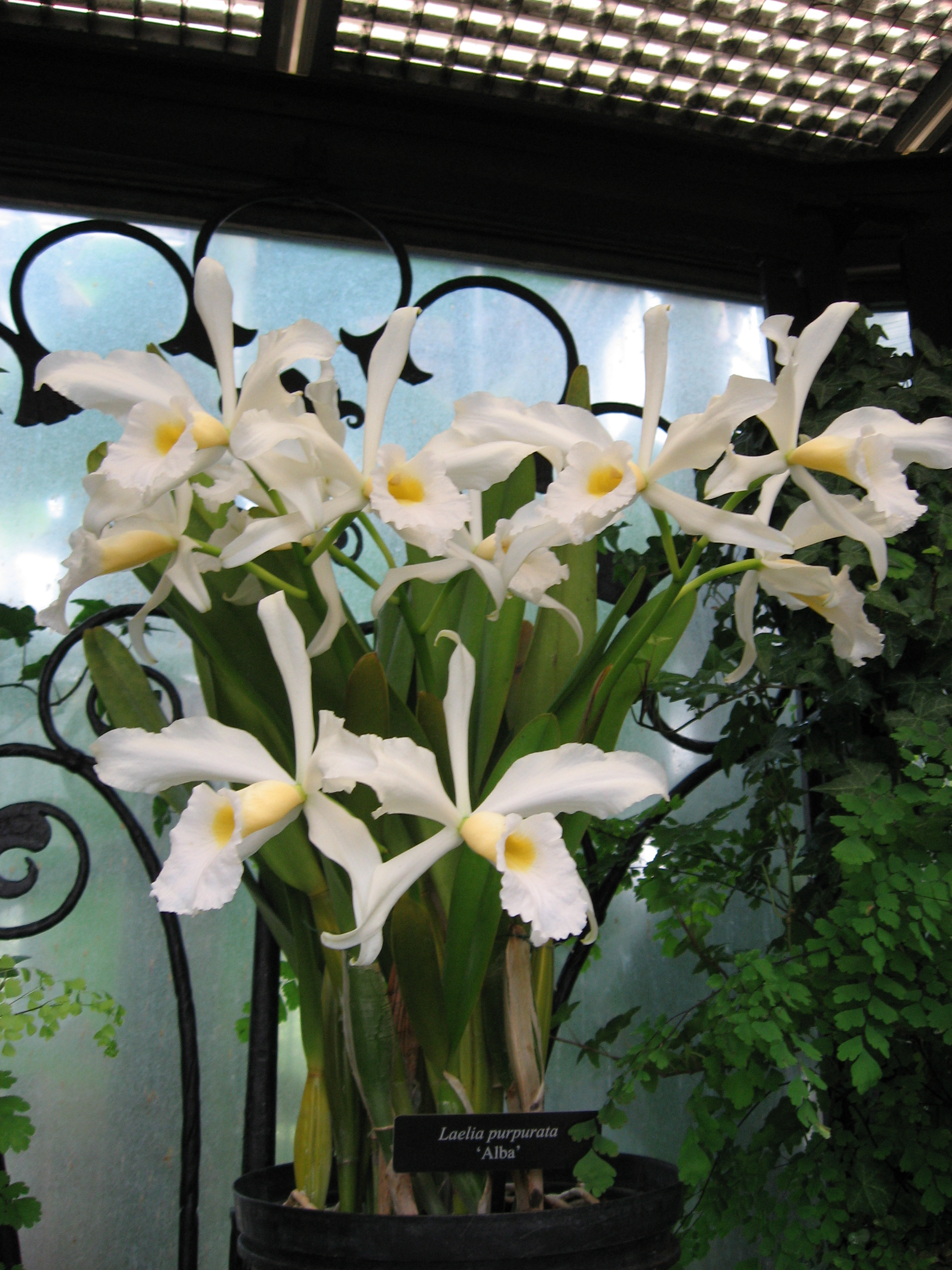
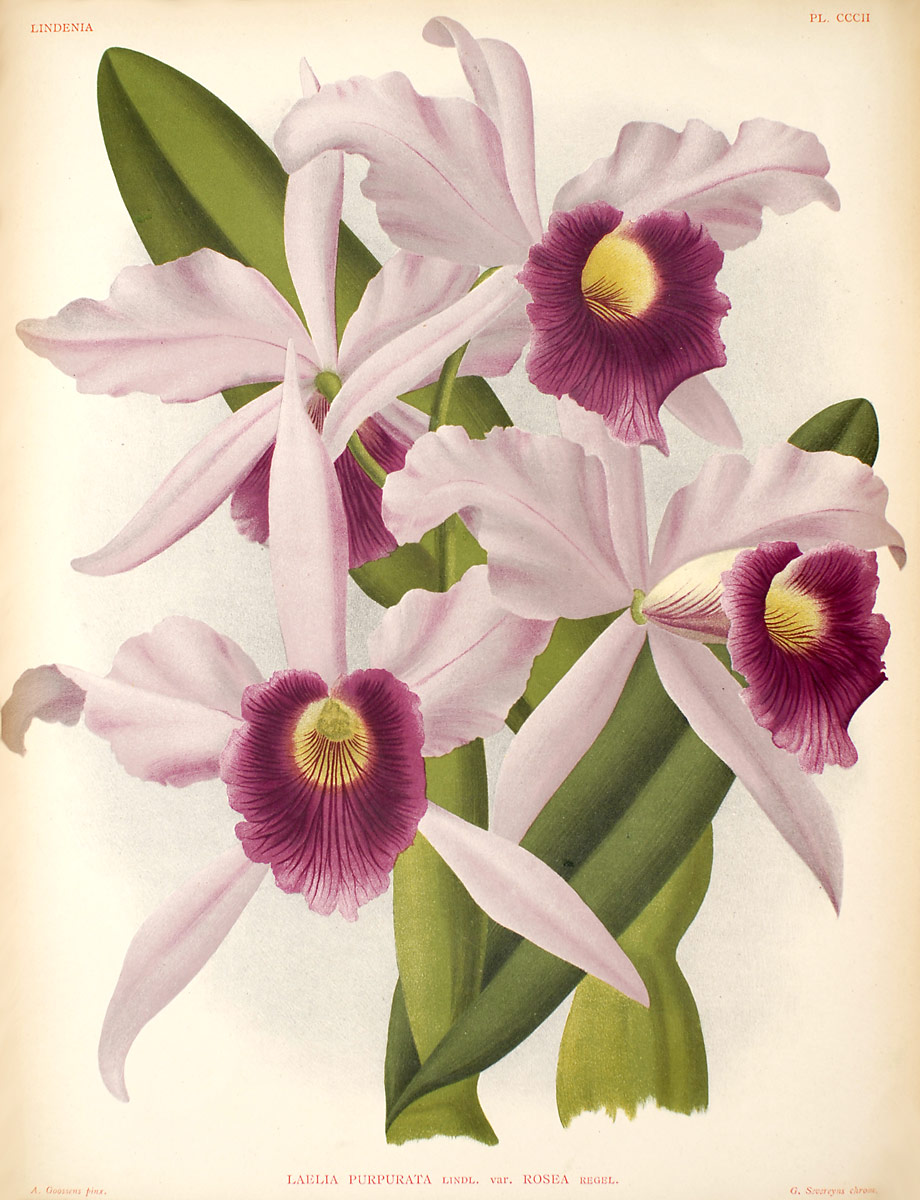